# A civilizáció kriptája
A civilizáció kriptája egy hétköznapi tárgyakat tartalmazó légmentesen lezárt kamra az Oglethorpe Egyetem alagsorában, Atlantában, az USA Georgia államában. A kamra rozsdamentes acél ajtaját 1940-ben hegesztették a helyére. Bár létrehozásakor még nem létezett ez a kifejezés, valójában egy időkapszula, tervezett kinyitási ideje 8113.
A Guinness Rekordok Könyve 1990-ben azt írta, hogy a civilizáció kriptája az első sikeres kísérlet jelenlegi kultúránk lenyomatának megőrzésére a Föld jövőbeli lakói számára.

## A kezdetek
Saját állítása szerint a kamra ötlete Thornwell Jacobstól (1877-1956) származik. Az ötletet az egyiptomi piramisok és királysírok 1920-as években történt felfedezése és kinyitása adta.
Jacobs ötlete az volt, hogy az 1930-as évek hétköznapi életét, az azt jelképező tárgyakat és az emberiség által összegyűjtött tudást valahogy meg kellene őrizni, hogy ne vesszen el az információ, mint az ókori civilizációk esetében.
Jacobs javasolta a kamra tervezett időtartamát is: mivel számításaik szerint az egyiptomi naptárat i. e. 4241-ben kezdték el használni, és azóta 6177 év telt el (1936-ig, a kamra megtervezésének időpontjáig), ugyanennyi évet hozzáadva az akkori dátumoz 8113 jön ki. Így a távoli jövő régészei pontos képet kaphatnak a „történelem közepéről”.
Jacobs ötletét Amerika szerte üdvözölték, és sokan le is másolták. Az 1930-as évek közepén George Edward Pendray, a Westinghouse Electric Company PR részlegének vezetője, az 1939-es New Yorkban tartandó világkiállításra egy időzített bomba készítését javasolta, egy rakéta vagy töltény alakú hengert, amelyet mélyen a föld alá rejtve évezredekig megőrizhetné a belé helyezett tárgyakat. Az időzített bomba kifejezést később a kevésbé harcias időkapszula névre változtatták. Ezek lettek a világ első hivatalos időkapszulái, a Westinghouse időkapszulák.

## A kamra létrehozása
A civilizáció kriptája kamra az Appalache-hegység gránit alapján az Oglethorpe Egyetem Phoebe Hearst Memorial Hall nevű, szintén gránit épületének alagsorában található. A termet, ami eredetileg úszómedence volt, 1937 és 1940 között felújították, a falakat szurokba ragasztott mázas lemezekkel vonták be. A kamra 6 méter hosszú, 3 méter széles és 3 méter magas. A kamra teteje egy 2 méter vastag kőtömb, és 60 centiméteres kő alapja van. Egy behegesztett rozsdamentes acél ajtó zárja el a bejáratot.

## A civilizáció kriptájában található tárgyak
Az Amerikai Szabványhivatal technikai segítséget nyújtott a kamra létrehozásához és a tárgyak tárolásához. A legtöbb tárgyat semleges gázzal töltött rozsdamentes acél tartályokban helyezték el. Maga a kamra egy egyiptomi piramis halotti kamrájára hasonlít leginkább, tárgyakkal a polcokon és a padlón.
A legtöbb tárgyat valaki adományozta. Az adományozók között volt például V. Gusztáv svéd király, vagy az Eastman Kodak Company. Az egyetem sok ajánlatot kapott hétköznapi emberektől is, például konzervnyitó, vagy száraz martini olívabogyóval. Sok információ mikrofilm formájában került a kamrába. Mivel a mikrofilm anyaga szerves anyag, cellulóz, készítettek egy helyettesítő filmet is, fémszalagra. A mikrofilmek több mint 800 klasszikus irodalmi alkotást őriznek, például a Biblia, a Korán, az Iliasz vagy Dante Isteni színjátékának teljes szövegét. A filmeken szereplő szöveg körülbelül 640 000 nyomtatott oldalnyi anyagot tartalmaz. Nem mikrofilmként, hanem eredeti formátumban megőrizték az Elfújta a szél forgatókönyvének egyik másolatát, amit David O. Selznick, az egyik producer adományozott.
Jacobs a következő üzenetet hagyta 8113 embereinek: A civilizációnk épp készül eltemetni önmagát, ebben a kriptában rátok hagyjuk.
Elektromos mikrofilmolvasók és projektorok is kerültek a kriptába, hogy biztosítsák a jövő megtalálói számára a hang- és képfelvételek meghallgatását, megtekintését. A kamrában található még egy hétszeres nagyító, hogy kézzel is el lehessen olvasni a mikrofilmeket, valamint egy szélenergiával működő áramfejlesztő, ha esetleg a mai értelemben vett elektromosság már nem lenne használatban 8113-ban.

### Néhány tárgy a civilizáció kriptájából
- műanyag madár
- kézi mérleg
- női karóra
- kínai váza és levesestányér
- alufólia
- a New York Herald-Tribune egy speciálisan kezelt másolata
- egy eredeti Edison izzólámpa
- bika alakú szappan
- tollasütő és tollaslabda
- fésű
- játékpisztoly
- néger játékbaba
- Donald kacsa figura
- vetőmagok
- fogselyem
- kenyérpirító
- egy speciálisan lezárt üveg Budweiser sör
- egy gép, ami angol nyelvre tanítja meg a jövő látogatóit
- Hangfelvételek a következő személyek beszédeiről
- Adolf Hitler
- Benito Mussolini
- Franklin Roosevelt
- Joszif Visszarionovics Sztálin

Az egyik utolsó tárgy, amit elhelyeztek a civilizáció kriptájában, az Atlanta Journal acéllemezre felvitt másolata, amelyben a második világháborúról szóló tudósítások voltak.

## A civilizáció kriptájának lezárása
A kriptát 1940. május 25-én zárták le. A rozsdamentes acélajtókat lehegesztették, és egy Jacobs által írt üzenetet tartalmazó táblát forrasztottak rá.

## A lezárt kripta története
A civilizáció kriptájának lezárása után a média minden évtizedben felkereste a helyet, bár az 1970-es évekre valójában már kevesen emlékeztek rá. 1990-ben, a kripta lezárásának ötvenedik évfordulóján az Oglethorpe Egyetemen megalapították a Nemzetközi Időkapszula Egyesületet, amely a világ időkapszuláinak adatbázisát állítja össze és tanácsot ad időkapszulákat elhelyezni kívánó embereknek. Az ezredforduló újra felkeltette az érdeklődést az időkapszulák iránt, és így a civilizáció kriptája is újra a televízió és a nyomtatott média érdeklődésének középpontjába került.

### Lásd még
- Időkapszula
- Westinghouse időkapszulák
- Nemzetközi Időkapszula Egyesület

### Külső hivatkozások
- A civilizáció kriptájának hivatalos honlapja
- Fényképek a kriptába helyezett tárgyakról és a kriptáról
- A kamrába helyezett tárgyak listája angolul
- Egy angol nyelvű cikk a civilizáció kriptájáról, fényképpel
- A Popular Science tudományos folyóirat angol cikke a civilizáció kriptájáról és az első Westinghouse időkapszuláról 1938-ból